# Mudanyuan
Mudanyuan (in cinese: 牡丹园站S, Mǔdānyuán zhànP) è una stazione della linea 10 e della linea 19 della metropolitana di Pechino.
Mudanyuan costituisce, inoltre, il capolinea settentrionale della linea 19.

## Storia
Secondo i piani iniziali, la stazione di Mudanyuan era inclusa nella prima fase di realizzazione della linea 10 della metropolitana di Pechino, progettata come una delle infrastrutture strategiche in vista delle Olimpiadi di Pechino del 2008.
I lavori per la costruzione della linea e della stazione ebbero inizio il 27 dicembre 2003.
Nel febbraio 2008 venne ufficializzato il nome della fermata. La stazione venne ufficialmente inaugurata e aperta al pubblico il 19 luglio 2008, insieme al tratto inaugurale della linea 10 compreso tra le stazioni Jinsong e Bagou.
Nel 2015 è stato reso pubblico il piano per la futura linea 19, che prevedeva Mudanyuan come capolinea settentrionale.
I lavori per la realizzazione della stazione della linea 19 hanno avuto avvio nel 2017.
Il 31 dicembre 2021 è entrata in funzione anche la sezione della stazione servita dalla linea 19, consentendo l'interscambio con la linea 10.

## Origine del nome
Storicamente, nell'area in cui oggi sorge la stazione di Mudanyuan non risultano documentate coltivazioni estese di peonie, nonostante il nome significhi letteralmente "Giardino delle Peonie". In epoca Yuan, il luogo non era altro che un varco aperto lungo le mura della capitale, comunemente noto come huozi (letteralmente “breccia”). Durante le dinastie Ming e Qing, l’area rappresentava la periferia settentrionale della capitale, caratterizzata principalmente da alture di terra e terreni cimiteriali.
Nel 1973 venne costruito in questa zona lo stabilimento della fabbrica di televisori di Pechino, i cui prodotti erano commercializzati con il marchio “Mudanyuan” (Peonia). Successivamente, nel 1988, venne edificato un complesso residenziale a est dell’impianto industriale, che, giunto a uno sviluppo significativo entro la fine del 1990, assunse lo stesso nome del marchio aziendale, divenendo ufficialmente “Mudanyuan”. L'utilizzo di tale denominazione venne quindi indicato per fare riferimento alla zona in cui oggi sorge la stazione della metropolitana.

## Posizione
La stazione di Mudanyuan è situata nel distretto di Haidian, nella parte nord-occidentale di Pechino, all’incrocio tra Beitucheng West Road, Huayuan East Road e Beitaipingzhuang Road, e dista circa 11 km dal centro di Pechino. Si trova in una zona urbana mista, caratterizzata dalla presenza di complessi residenziali, aree commerciali e istituzioni educative. Tra i principali punti d’interesse nei dintorni figurano il centro commerciale Cuiwei, il complesso residenziale Tayuanyuan e il Parco delle mura della capitale Yuan, importante testimonianza storica dell'antica città di Dadu. Nelle vicinanze si trovano inoltre il Guo'an Theatre e la Jingxiang School. La stazione rappresenta un nodo strategico per la mobilità nella zona nord della capitale, servendo quotidianamente residenti, studenti e lavoratori.

## Struttura e impianti
|  |

| Unknown route-map component "utSTRf" | Unknown route-map component "utSTRg" |

| Unknown route-map component "utPSTR(L)" | Unknown route-map component "utPSTR(R)" |

| Unknown route-map component "utPSTR(L)" | Unknown route-map component "utPSTR(R)" |

|  | Urban tunnel straight track | Unknown route-map component "utABZg2" | Unknown route-map component "utSTRc3" |

|  | Unknown route-map component "utABZg2" | Unknown route-map component "utABZg3" + Unknown route-map component "utSTRc1" | Unknown route-map component "utSTR+4" |

| Unknown route-map component "utENDE2" | Unknown route-map component "utABZg+1" + Unknown route-map component "utSTRc3" | Unknown route-map component "utABZg+4" | Urban tunnel straight track |

| Unknown route-map component "utSTRc1" | Unknown route-map component "utABZg+4" | Urban tunnel straight track | Urban tunnel straight track |

|  | Urban tunnel straight track | Urban tunnel straight track | Urban tunnel straight track |

|  | Unknown route-map component "utSTR+tc2" | Unknown route-map component "utABZg3" | Urban tunnel straight track |

|  | Unknown route-map component "utABZg+1" | Unknown route-map component "utENDEe" + Unknown route-map component "utSTRc24" | Unknown route-map component "utSTR3" |

|  | Urban tunnel straight track | Unknown route-map component "utSTR+1" | Unknown route-map component "utSTRc4" |

| Unknown route-map component "utSTRf" | Unknown route-map component "utSTRg" |

|  |

| Unknown route-map component "utENDEa" | Unknown route-map component "utENDEa" |

| Urban tunnel straight track | Urban tunnel straight track |

| Unknown route-map component "utSTRc2" | Unknown route-map component "utSTR3" | Urban tunnel straight track |  |

| Unknown route-map component "utABZ1+2f" | Unknown route-map component "utENDEa" + Unknown route-map component "utSTRc34" | Urban tunnel straight track |  |

| Unknown route-map component "utSTR+tc1" | Unknown route-map component "utABZg+4" | Urban tunnel straight track |  |

| Urban tunnel straight track | Urban tunnel straight track | Urban tunnel straight track |  |

| Unknown route-map component "utSTR+tc2" | Unknown route-map component "utABZ23" | Unknown route-map component "utSTR+tc3" |  |

| Unknown route-map component "utABZg+1" | Unknown route-map component "utSTRc14" | Unknown route-map component "utABZg+4" |  |

| Unknown route-map component "utSTR2" | Unknown route-map component "utSTRc3" | Urban tunnel straight track |  |

| Unknown route-map component "utSTRc1" | Unknown route-map component "utSTR+4" | Urban tunnel straight track |  |

| Unknown route-map component "utPSTR(L)" | Unknown route-map component "utPSTR(R)" |

| Unknown route-map component "utPSTR(L)" | Unknown route-map component "utPSTR(R)" |

| Unknown route-map component "utSTRf" | Unknown route-map component "utSTRg" |

La stazione di Mudanyuan è costituita da due sezioni distinte, corrispondenti alle linee 10 e 19, entrambe sotterranee e con banchine a isola. La sezione della linea 10 è organizzata su due livelli interrati, con atri separati e un’isola centrale per la banchina. Lunga 310,8 metri e larga 20,9 metri, ha una superficie totale costruita di 11 319 m². I vestiboli sono collocati agli estremi della stazione: gli ingressi A e D si trovano sul lato ovest, rispettivamente a nord e a sud dell’atrio; gli ingressi B e C sono situati sul lato est, sempre in corrispondenza del lato nord e sud dell’altro atrio. Il livello atrio (piano -1) è connesso al piano banchina (piano -2) mediante due scale mobili e un ascensore.
La sezione della linea 19 si articola su tre livelli sotterranei, con un atrio unificato posto direttamente sopra la banchina centrale. A partire da luglio 2023, il passaggio tra le due linee avviene attraverso un corridoio sotterraneo di interscambio.

### Stile architettonico e decorazioni
Il design della sezione della linea 19 riflette il tema concettuale “Incontro della cultura di Pechino”. Gli spazi principali, tra cui gli ingressi, i corridoi di scambio e le zone degli ascensori, sono stati progettati per garantire un’elevata riconoscibilità e orientamento visivo. La struttura della stazione riprende la forma di una tripla arcata, sottolineando l’ampiezza dello spazio.
Gli elementi decorativi si concentrano attorno alle colonne, dalle quali si sviluppano superfici arcuate blu verso le volte centrali e laterali, arricchite da motivi bianchi che richiamano visivamente l’apertura di un fiore di peonia, in riferimento al nome della stazione. Le pareti laterali adottano anch’esse forme curve, ricoperte da composizioni artistiche floreali che evocano un’atmosfera suggestiva e poetica, ispirata al motivo dei petali che cadono. Il progetto si integra anche con lo stile architettonico della linea per l’aeroporto, offrendo continuità estetica e funzionale.

## Servizi
La stazione dispone di:
- Accessibilità per portatori di handicap
- Ascensori
- Scale mobili
- Emettitrice automatica biglietti
- Servizi igienici
- Sportello automatico
- Stazione video sorvegliata
- Ufficio polizia

### Orari

#### Linea 10
Essendo una linea circolare, la linea 10 dispone di due percorsi concentrici che operano come segue:
- L'anello interno, da Bagou direzione Guomao, Songjiazhuang e Chedaogou, con tratte ridotte che terminano a Bagou o Chengshousi.
- L'anello esterno, da Bagou direzione Chedaogou, Songjiazhuang e Guomao, con tratte ridotte che terminano a Chedaogou.

Per il servizio dell'anello interno, la prima corsa da Mudanyuan parte alle 4:50 mentre l'ultimo treno che esegue il percorso completo è alle 20:59. Per le tratte ridotte, l'ultimo treno con destinazione finale Bagou è previsto alle 22:43 mentre quello con termine a Chengshousi alle 23:07.
Riguardo all'anello esterno, la prima corsa è alle 6:08 mentre l'ultimo treno che esegue il percorso completo è previsto alle 22:22. L'ultima corsa ridotta direzione fino a Chedaogou parte da Mudanyuan alle 00:07.

#### Linea 19
In direzione del capolinea meridionale di Xingong, dalla stazione di Mudanyuan sono attivi tutti i giorni treni tra le 5:29 e le 23:09.

## Interscambi
- Fermata autobus